# Pulosari
Pulosari je dlouhodobě nečinná andezito-čedičová sopka v západní části indonéského ostrova Jáva. Vrchol nejzápadněji umístěného jávského vulkánu, vysokého 1 346 m, je zakončený kráterem hlubokým 300 m. Kdy došlo k poslední erupci, není známo. Jediným projevem aktivity jsou fumaroly v kráteru.